# Giovanna Venetiglio Matheus
Giovanna Venetiglio Matheus (Río de Janeiro, 3 de diciembre de 1989) es una gimnasta brasileña.

## Trayectoria
Nació en Río de Janeiro y comenzó a competir a los 6 años para el Núcleo Tatiana Figueiredo. Su entrenadora fue Tatiana Figueiredo, una ex gimnasta olímpica que defendió a su país en los  Juegos Olímpicos de Los Ángeles 1984. Ganó la medalla de bronce en los Juegos Panamericanos de 2007 celebrados en Río de Janeiro después de las favoritas, las canadienses Karen Cockburn y Rosannagh MacLennan. De esta manera se convirtió en la primera brasileña en obtener una medalla en este deporte en dichos Juegos. También ganó la medalla de bronce en la Copa del Mundo de Trampolín en 2011 celebrada en Kawasaki, Japón. Fue parte de la delegación brasileña que participó en los Juegos Panamericanos de 2011 celebrados en Guadalajara, y terminó en quinto lugar con una puntuación de 21.115 puntos.